# 프란체스카 파울러
프란체스카 파울러(영어: Francesca Fowler, 1985년 ~ )는 영국의 배우이다. 런던 해머스미스 출신이다. 2007년 스릴러 영화 《스트레이트헤드》에서 질리언 앤더슨, 대니 다이어 등과 함께 출연하였다. 또한 HBO의 로마와 BBC TV의 여러 드라마에도 출연하였다.

## 출연 작품
- 파라노말 포제션 - 안나 역